# Stowarzyszenie Naukowo-Techniczne Mechaników i Energetyków Polskich
Stowarzyszenie Naukowo-Techniczne Mechaników i Energetyków Polskich (SMEP) (ang. Scientific and Technical Association of Polish Mechanics and Power Engineers) – polska organizacja pozarządowa, założona z okazji obchodów 100-lecia odzyskania niepodległości.

## Historia
Stowarzyszenie zostało założone w 2018 r., przez grupę doświadczonych członków różnych organizacji naukowo-technicznych, którzy postanowili stworzyć nową jakość stowarzyszeniową. Jego misją jest kontynuacja tradycji polskich stowarzyszeń, które od 1918 roku działały na rzecz rozwoju techniki i energetyki w Polsce.

## Działalność i cele
Głównym celem SMEP jest promowanie innowacyjności w dziedzinach mechanicznych, elektrycznych oraz informatycznych. Stowarzyszenie stawia sobie za zadanie umacnianie środowiska techników oraz wspieranie rozwoju zawodowego inżynierów i techników. Ponadto dba o pogłębianie i aktualizację wiedzy technicznej oraz podnoszenie kwalifikacji zawodowych członków.
Stowarzyszenie realizuje swoje cele poprzez różnorodne działania, takie jak:
- Propagowanie innowacyjności i wspieranie wynalazczości.
- Współpraca z innymi organizacjami naukowo-technicznymi, zarówno w kraju, jak i za granicą.
- Współpraca z administracją rządową oraz samorządami.
- Prowadzenie działalności szkoleniowej i edukacyjnej.
- Wydawanie czasopism i publikacji naukowo-technicznych.
- Organizowanie konferencji, sympozjów i seminariów.
- Wspieranie postępu i rozwoju techniki, zwłaszcza poprzez szerzenie wiedzy technicznej w społeczeństwie.
- Wspieranie integracji zawodowej i społecznej osób niepełnosprawnych.

## Władze
Od roku 2019 władze Stowarzyszenia Naukowo-Technicznego Polskich Mechaników i Energetyków obejmują:
- Prezes: Lesław Kmiecik
- Sekretarz: Andrzej Rudzki
- Skarbnik: Alicja Urbańska-Kołacz

## Kalendarium
2018.09.03 – pierwsze zebranie założycielskie 16 członków i powołanie Zarządu w składzie:
- Prezes mgr Lesław Kmiecik
- Wiceprezes mgr inż. Alicja Urbańska
- Wiceprezes dr Andrzej Rudzki
- Skarbnik Krystyna Kmiecik
- Sekretarz inż. Zygmunt Gawliński

2018.11.09 – rejestracja w Krajowym Rejestrze Sądowym
2019.11.29 – Zwyczajne Walne Zebranie Członków Wyborcze
2019.04.04 – utworzenie Komisji Kwalifikacyjnej nr 717 powołanej przez Urząd Regulacji Energetyki
2020 – pierwsze bezpłatne szkolenia dla uczniów szkół średnich
2023.06.30 – Zwyczajne Walne Zebranie Członków – Zebranie Sprawozdawczo-Wyborcze, na którym powołano Zarząd Stowarzyszenia w składzie:
- Prezes mgr Lesław Kmiecik
- Skarbnik dr Andrzej Rudzki
- Sekretarz mgr inż. Alicja Urbańska